# Котловка (Елабужский район)
 Котловка  — село в Елабужском районе Татарстана. Входит в состав Костенеевского сельского поселения.

## География
Находится в северной части Татарстана на расстоянии приблизительно 24 км на запад-юго-запад по прямой от районного центра города Елабуга на правом берегу Камы.

## История
Село известна с 1680 года. В 1838 году была построена Ильинская церковь.

## Население
Постоянных жителей было в 1859 году — 2221, в 1887—2320, в 1905—2597, в 1920—2111, в 1926—2126, в 1938—1649, в 1949—757, в 1958—467, в 1970—328, в 1979—257, в 1989—160. Постоянное население составляло 274 человека (русские 57 %, татары 39 %) в 2002 году, 248 в 2010.